# Entité sioniste

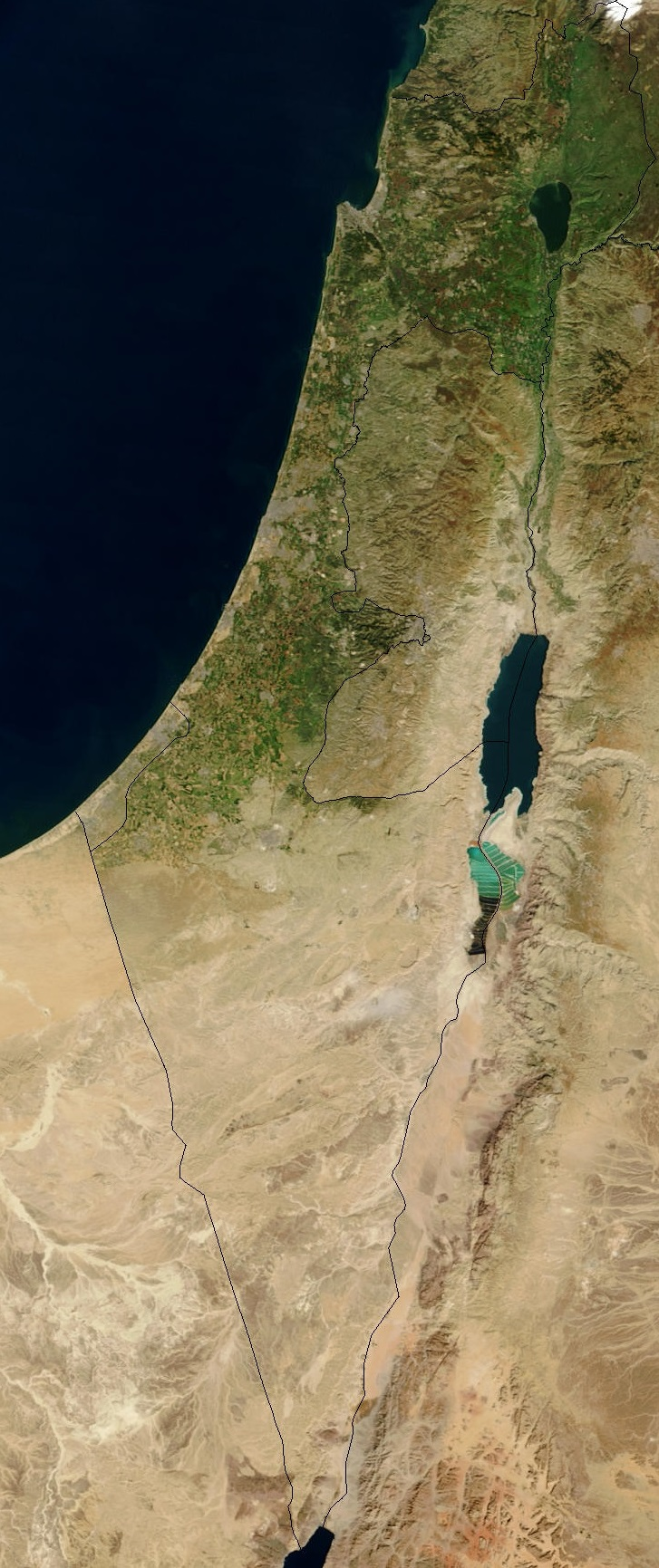
Image satellite de la Palestine et de l'Aqaba en 2003.

« Entité sioniste » est un néologisme politique et une expression péjorative et hostile, utilisée pour désigner l'État d'Israël par certains de ses opposants qui en rejettent la légitimité et l'existence.

## Présentation
Les opposants à Israël utilisent l'expression péjorative « entité sioniste » afin de contester son droit à exister et n'y voient qu'un acquis temporaire du mouvement sioniste ayant début au XIXe siècle. Partant, ils lui nient le droit de faire partie de la famille des Nations,,. Certains États (comme l'Algérie ou la Tunisie) imposent l'utilisation de cette expression, et pénalisent l'usage du terme « État d'Israël ». Néanmoins, la majorité des États du monde (139 sur 193) reconnaissent l'État d'Israël (et à titre de comparaison, 147 États reconnaissaient l'État de Palestine en date de mai 2024).
L'expression était d'usage courant dans les émissions officielles égyptienne, syrienne et jordanienne depuis les années 1960 et 1970. Depuis, elle est couramment utilisée par des États arabes, des politiciens et des intellectuels de ces pays, ainsi que par l'Iran, les mouvements Hezbollah et Hamas, et beaucoup d'autres organisations. Il est aussi fréquemment utilisé par des militants et des sites internet pro-palestiniens et antisionistes.
En 2020, Saad Dine El Otmani, chef du gouvernement marocain, emploie lui aussi cette expression et déclare : « Nous refusons toute normalisation avec l’entité sioniste parce que cela l’encouragerait à aller plus loin dans la violation des droits du peuple palestinien ».
L'usage des termes est perçu par certains comme une expression d'antisémitisme. Le penseur palestinien Edward Saïd écrit que l'une des différences entre les citoyens arabes d'Israël et les autres Palestiniens est que les premiers considèrent Israël comme un vrai pays, plutôt que comme « entité sioniste ». Il estime également que l'utilisation de cette expression par les Arabes est « une politique stupide et inutile ».